# ジョン・ワシントン・クラーク
ジョン・ワシントン・クラーク（John Washington Clark、生没年不詳）は、明治時代にお雇い外国人として来日したアメリカ合衆国の郵便事業者である。

## 経歴・人物
1874年（明治7年）に来日し、長崎で外国郵便の業務を指導した。翌1875年（明治8年）には同地で外国郵便を開始した。
1880年（明治13年）に在長崎イギリス郵便局及び在長崎フランス郵便局の閉鎖、撤去により解任され帰国した。